# Sphagnum irwinii
Sphagnum irwinii är en bladmossart som beskrevs av H. Crum 1987. Sphagnum irwinii ingår i släktet vitmossor, och familjen Sphagnaceae. Inga underarter finns listade i Catalogue of Life.